# Fergus Mòr Mac Earca
Fergus Mòr Mac Earca, segons l'ortografia del gaèlic escocès, va ser un rei llegendari de Dál Riata. Fill d'Erc Mac Eochaid, hauria ocupat els territoris del nord-oest d'Escòcia i, suposadament, hauria compartit les seves conquestes amb els seus germans Loarn i Oengus.

## Biografia
Cap a finals del segle v, Erc Mac Eochaid, mort cap al 474 i descendent del fill d'Ard ri Érenn, Conaire Cóem (157-165), de Caibre Riada (cap al 220), va regnar al territori irlandès del regne de Dál Riata, situat a l'actual comtat d'Antrim, a l'Ulster. Segons el Senchus Fer n-Alban, un document genealògic del segle x, tres dels sis fills del rei, Fergus, Loarn i Oengus, van encapçalar una expedició per tal de fundar o, segurament, per reforçar una colònia creada a ultramar. Beda, “El Venerable” relata aquest fet a finals del segle viii de la forma següent:
La Bretanya acollia un tercer poble, els scots. Aquests van emigrar sota el comandament del seu cabdill, Reuda [és a dir, Caibre Riada, el fundador d'un primer assentament, que de vegades es confon amb el seu descendent, el rei Fergus Mòr Mac Earca], van ocupar, o bé negociant, o bé per la força, algunes colònies que avui dia encara conserven. Encara se’ls anomena Dalreudins, del nom del seu cabdill, ja que en la seva llengua "daal" significa "una pàtria".
Els escocesos es van establir al nord-oest de l'Escòcia actual, i Fergus Mòr Mac Earca, o bé el seu germà Loarn, va ser potser el primer rei independent d'aquest territori, que ocupava una regió irlandesa. Els tres germans se'l van repartir, i hi van establir el seu primer clan (en irlandès antic, cinél o cenél), un mot que, a més, significa "aparentat, descendent".
El Duan Albanach dona a Fergus Mòr un regnat de vint-i-set anys. Als Annals de Tigernach només s'exposa la seva mort, l'any 503, on s'anota: Mort de Fergus Mòr Mac Earca, el qual va ocupar una part de [Gran] Bretanya amb la gent de Dál Riata.

## Posteritat
El Senchus Fer n-Alban només atribueix un fill únic i successor de Fergus Mòr, Domangart Mac Fergusa, pare de Gabrán Mac Domangairt, epònim del Cenél Gabráin i de Comgall Mac Domangairt, ancestre del Cenél Comgaill.
Tot i que la seva existència real és dubtosa, la importància pòstuma de Fergus Mòr Mac Earca recau en la fundació del regne en el context del mite nacional de l'Escòcia medieval i del Renaixement. Els sobirans del regne d'Escòcia, des de Kenneth I d'Escòcia fins a l'actualitat, es proclamen descendents de Fergus Mòr.